# Дебърско поле
Дебърското поле или Дебърската котловина, наричано от местното население По̀ле, е котловина и историко-географска област в западната част на Северна Македония и североизточната част на Албания.

## Граници
Простира се по поречието на реките Черни Дрин и Радика. Източна граница е планината Кърчин. От Кърчин границата слиза на юг и стига до Радика източно от село Райчица. Оттам южната граница се движи по Радика до устието ѝ в Черни Дрин. На югозапад и запад гриницата на Полето е Черни Дрин. Северната граница минава по хребета Кенок южно от Трепча и северно от Еребара, който свързва Дрин с Кърчин.
Полето заема площ от 973 km2, от които 80% са на височина от 750 m - 2200 m. Разпростира се по дължината на Косоврашкия и Банишкия разсед, по дължината, на които са се образували термоминерални извори.

## Формиране
През плиоцена е била запълнена с вода и певърната в езеро. Дъното на Дебърската котловина е запълнено с кватернерни и плиоценски седименти.

## Историко-географска област
Полето е и историко-географска област, в която влизат не само селищата в равнината.
Селата в северномакедонската половина са част от община Дебър, с център едноименния град Дебър. На северномакедонска територия на изток от пътя Дебър - Пешкопия са селата Райчица, Елевци, Кривци, историческото село Пиянец, Хаме и Банища. На запад от пътя са Спас, Селокуки, Коняри, историческото село Сушица, Бомово и Търнанич.
На албанска територия, част от албанската община Дебър, са селата Решане, Горно Блато (Блата е Сипърме), Долно Блато (Блата е Пощме), Почести (Почест), Обоки, Макелари (Макелара), Песяки (Песяка), Чернени (Чернена), Войник (Войника), Алайбеглия (Бурим), Граждане (Греждан), Попинари (Попинара), Ърбеле (Хербели), Еребар и Деоляни (Доволан).
Граничната днес Решанска река и в миналото разделя Полето на Горно Поле - южния северномакедонски дял, и Долно Поле - северния албански дял.
Историко-георграфската област е част от голямата област Горни Дебър. На изток граничи с Долна Река, на юг с Жупа, на югозапад с Голо бърдо, на запад с Малесията и на север с Долни Дебър.